# Reichskonkordat

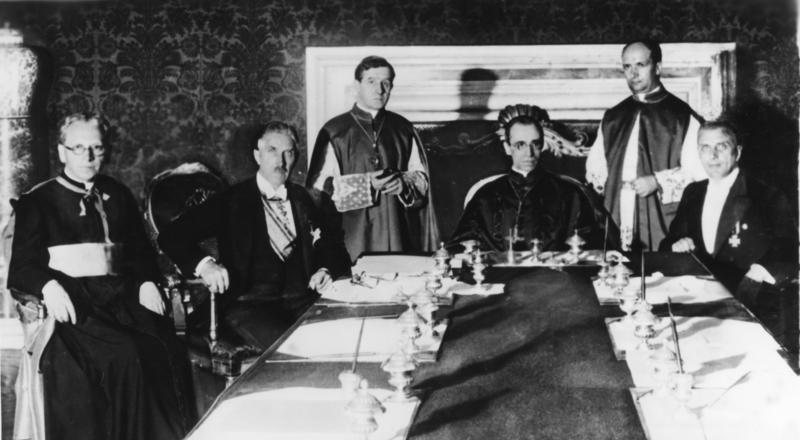
A assinatura do Reichskonkordat em 20 de julho de 1933 em Roma. (Da esquerda para a direita: o prelado alemão Ludwig Kaas, o vice-chanceler alemão Franz von Papen, cardeal Giuseppe Pizzardo, o Cardeal Secretário de Estado Eugenio Pacelli, o Cardeal Alfredo Ottaviani, e o embaixador alemão Rudolf Buttmann).

A Reichskonkordat (em português Concordata com o Reich) é a concordata que estabelece os direitos sobre a liberdade religiosa católica entre a Santa Sé e a Alemanha. O acordo foi assinado em 20 de Julho de 1933 pelo Cardeal Eugenio Pacelli e Franz von Papen em nome do Papa Pio XI e do presidente Paul von Hindenburg, respectivamente, sendo válido atualmente na Alemanha. 

## Principais termos da concordata
Os principais pontos da concordata são: 
- O direito à liberdade para a religião Católica Apostólica Romana. (Artigo 1)
- As concordatas com os estados da Baviera (1924), Prússia (1929) e Baden (1932) continuavam a ser válidos. (Artigo 2)
- Os clérigos deviam prestar um juramento de lealdade ao governador local ou presidente do Reich. (Artigo 16)
- A religião católica podia ser ensinada em determinadas escolas (Artigo 21) e professores específicos para este ensino podiam ser contratados apenas com a aprovação do bispo da diocese local (Artigo 22).
- Proteção das organizações católicas e da liberdade de prática religiosa. (Artigo 31)
- Clérigos não podiam ser membros ativos dos partidos políticos. (Artigo 32)

## Antecedentes
As regiões da Baviera, Renânia e Vestefália, bem como partes do Sudoeste, eram predominantemente católicas. No norte da Alemanha, com maioria protestante, católicos tinham sofrido certa discriminação. No final do século XIX, o chanceler Otto von Bismarck tentou eliminar as instituições e liberdade religiosa católicas na Alemanha. Devido à isto, funcionários católicos desejavam uma concordata que garantisse fortemente as liberdades da Igreja Católica na Alemanha.
No nível dos estados, concordatas foram feitas com a Baviera (1924), Prússia (1929) e Baden (1932). Mas no nível nacional as negociações fracassaram por várias razões: a fragilidade do governo nacional, a oposição dos deputados socialistas e protestantes no Reichstag e a discórdia entre os bispos alemães e a Santa Sé.

## Assinatura
Em 30 de janeiro de 1933, Adolf Hitler foi nomeado chanceler, até então o governo ainda era democrático e pluripartidário, Hitler desejando os votos do Partido do Centro Católico do Reichstag no intuito de conseguir aprovar a Lei de Concessão de Plenos Poderes de 1933, afirma desejar uma aproximação e uma concordata com a Santa Sé, para definir claramente quais os direitos da Igreja na Alemanha. Em abril, Hitler enviaria o seu vice-chanceler de orientação católica Franz von Papen, a Roma, para oferecer negociações sobre uma Reichskonkordat. O cardeal Pacelli e Ludwig Kaas, ex-presidente do Partido do Centro Católico, iniciaram as negociação dos termos da concordata com Papen. Inicialmente as negociações foram difíceis, pois o cardeal Pacelli mostrava-se hostil ao nazismo. A concordata foi finalmente assinada por Pacelli em nome do Vaticano e por von Papen em nome da Alemanha em 20 de julho (a assinatura ocorreu porque o Partido do Centro Católico votou a favor da Lei de Concessão de Plenos Poderes de 1933). Pouco antes a Alemanha assinou acordos semelhantes com as igrejas protestantes alemãs, dando origem à Igreja do Reich.

## Violações durante o regime nazista
O governo nazista rapidamente violaria a concordata. Em 30 de julho, a Liga da Juventude Católica — pertencente ao Partido do Centro — começaria a ser dissolvida. Os sucessivos atos de violência antissemíticos, em especial as leis de esterilização obrigatória para as "raças inferiores" de 25 de julho, ofenderiam principalmente a Igreja Católica, que mantinha uma posição tradicional insistindo na doutrina de que "perante Deus todos são iguais independente de raça", visão considerada ultrapassada na época, tendo em vista supostos avanços "científicos e biológicos" do racialismo.
Posteriormente milhares de clérigos católicos seriam perseguidos, assassinados ou mandados a campos de concentração por protestarem ou se manifestarem contra o regime nazista. Por consequência, em 1937, a encíclica Mit brennender Sorge, do Papa Pio XI, condenou "o neopaganismo de ideologia nazista, especialmente sua teoria da superioridade racial (…)". A encíclica foi enviada à Alemanha e impressa em segredo para não ser apreendida pela Gestapo; foi distribuída a todos os bispos, padres e capelães e lida em todos os templos da Alemanha em 21 de março de 1937 (Domingo de Ramos — o dia do ano litúrgico em que as igrejas costumam ficar mais lotadas). Hitler reagiu violentamente através da Gestapo e recrudesceu fortemente a perseguição a católicos. A encíclica Mit brennender Sorge foi o primeiro documento oficial de denúncia do nazismo feita por qualquer organização importante.
As relações entre Igreja Católica e regime nazista estavam tão deterioradas que em 1938, quando o cardeal Theodor Innitzer recebeu Hitler em Viena, o Papa Pio XI e o cardeal Pacelli (futuro Papa Pio XII) ficaram indignados com esse ato adesista e Pacelli divulgou um aviso no L’Osservatore Romano declarando que a recepção a Hitler, oferecida pelo clero austríaco, não tinha endosso da Santa Sé.

## Reichskonkordat na atualidade
Com as violações da concordata pelo regime nazista e a condenação dele pela Igreja Católica, acreditava-se que a concordata ficara inválida. Mas ela não foi oficialmente abolida, e, após a queda do regime e a retomada dos direitos religiosos na Alemanha, clérigos católicos apelaram ao Tribunal Constitucional Federal da Alemanha (Bundesverfassungsgericht) pedindo esclarecimentos sobre o acordo. Em 26 de março de 1957, o tribunal decidiu que a concordata ainda era válida.